# Cartesisk produkt

Cartesisk produkt av seten och

Den cartesiska eller kartesiska produkten eller mängdprodukten av två mängder {\displaystyle A} och {\displaystyle B} är mängden av alla ordnade par {\displaystyle (a,b)} vars första element {\displaystyle a} tillhör {\displaystyle A} och vars andra element {\displaystyle b} tillhör {\displaystyle B}. Produkten av {\displaystyle A} och {\displaystyle B} skrivs A × B, så definitionen kan sammanfattas
{\displaystyle A\times B=\{(a,b):a\in A\land b\in B\}}.
Mängdprodukten kallas "cartesisk" efter Renatus Cartesius, den latinska översättningen av René Descartes. Descartes införde nämligen de så kallade kartesiska koordinaterna, som i sin tur har inspirerat den mängdteoretiska definitionen. Om P är en punkt i ett plan med ett koordinatsystem, så kan P entydigt beskrivas med hjälp av sin "x-koordinat" och sin "y-koordinat". Punkten kan alltså representeras av ett ordnat par (a,b) av reella tal, där a och b är x-koordinaten respektive y-koordinaten. Mot varje punkt i planet svarar precis ett sådant par, och tvärtom. Mängden av alla möjliga sådana par av kartesiska koordinater för punkter i planet är just det som nu för tiden kallas den cartesiska produkten R × R eller R2.
Man kan också bilda cartesiska produkter av ett större antal mängder. Produkten A × B × C av de tre mängderna A, B och C består av alla trippler (a,b,c), där a ∈ A, b ∈ B och c ∈ C. Allmänt gäller att om (Mi)i∈I är en familj av mängder över en indexmängd av godtycklig storlek, så definieras den cartesiska produkten av denna familj genom
{\displaystyle \prod _{i\in I}M_{i}=\{(x_{i})_{i\in I}:x_{i}\in M_{i}{\hbox{ för }}i\in I\}}.
När indexmängden består av de n första positiva heltalen, alltså I = { 1, 2, ..., n}, så skrivs produkten hellre som
{\displaystyle \prod _{i=1}^{n}M_{i}=M_{1}\times \ldots \times M_{n}=\{(x_{1},\ldots ,x_{n}):x_{i}\in M_{i}{\hbox{ för }}i=1,\ldots ,n\}}.
Formellt sett torde till exempel A × B × C, (A × B) × C och A × (B × C) vara olika mängder, eftersom oftast (a,b,c), ((a,b),c) och (a,(b,c)) definieras på ett sådant sätt att de är olika. I praktiken behandlar man dock i allmänhet dessa som samma mängd genom att man identifierar trippeln och de två "blandade" paren.
Produkten A × A kan också skrivas A2, A × A × A skrivs också A3, och så vidare. En vanlig tillämpning är beteckningen för reella talplanet, {\displaystyle \mathbb {R} ^{2}} eller R2.
Exempel:
- {1, 3, π} × {2, 17} = {(1, 2), (1, 17), (3, 2), (3, 17), (π, 2), (π, 17)}

## Projektioner på koordinater
Man kan tolka den kartesiska "x-koordinaten" för en punkt P i planet som ett tal som beskriver den vinkelräta projektionen av punkten på x-axeln. Denna geometriska idé har generaliserats till allmänna cartesiska produkter. För en produkt över en indexmängd I och ett element i i I definierar man projektionen på den i:te koordinaten som funktionen
{\displaystyle \pi _{i}:\prod _{i\in I}M_{i}\rightarrow M_{i}{\hbox{ given av }}\pi _{i}{\bigl (}(x_{i})_{i\in I}{\bigr )}=x_{i}}.
Denna projektion "plockar ut" den koordinat som hade indexet i. I exemplet ovan är π2((3,17)) = 17. Projektioner betecknas också på många andra sätt än just med bokstaven π med index.
Det finns alltså en projektion för varje index, så att man för en cartesisk produkt över en indexmängd I får en hel familj (πi)i∈I av projektioner, över samma indexmängd.

### Tolkning som direkta produkter
Den cartesiska produkten ΠI Mi av en familj (Mi)I = (Mi)i∈I av mängder har tillsammans med motsvarande familj (πi)I = (πi)i∈I en viss abstrakt kategoriteoretisk universell egenskap, som beskrivs nedan, i kategorin av mängder. Objekt och familjer av morfismer med denna egenskap kallas på kategoriteoretiskt språk för direkta produkter. Därför är cartesiska produkter direkta produkter i kategorin av mängder (med vanliga mängdteoretiska funktioner som morfismer).
Mängden ΠI Mi och funktionsfamiljen (πi)I har följande universella egenskap: För varje mängd N och familj (fi)I  av funktioner, där fi går från N till Mi för varje index i, så finns en och endast en funktion g:N→ΠI Mi, sådan att det för varje index i gäller att πi = fiog. Det visar sig att detta unika g ges av att
{\displaystyle g(x)={\bigl (}f_{i}(x){\bigr )}_{i\in I}{\hbox{ för varje }}x\in N}.
I många konkreta kategorier bildas direkta produkter som cartesiska produkter som "ärver" sina strukturer från faktorerna, och projektionerna är desamma som för vanliga mängdprodukter. Om till exempel V och W är två linjära rum, så kan den direkta produkten av dem beskrivas som den kartesiska produkten V &times:&W med komponentvisa operationer, vilket betyder att
{\displaystyle (\mathbf {v} ,\mathbf {w} )+(\mathbf {v'} ,\mathbf {w'} )=(\mathbf {v} +\mathbf {v'} ,\mathbf {w} +\mathbf {w'} ){\hbox{ och }}a(\mathbf {v} ,\mathbf {w} )=(a\mathbf {v} ,a\mathbf {w} )},
för alla vektorer v och v'' i V, w och w' i W, och skalärer a.

## Cartesisk produkt av funktioner
Om f är en funktion från A till B och g är en funktion från X till Y, så definieras deras cartesiska produkt f×g som den funktion från A×X till B×Y som uppfyller
{\displaystyle (f\times g)(a,x)=(f(a),g(x))}
Precis som för mängder kan detta utvidgas till godtyckliga familjer av funktioner.